# Mercury Marauder (2002)
Mercury Marauder – samochód osobowy klasy pełnowymiarowej produkowany pod amerykańską marką Mercury w latach 2002 – 2004.

## Historia i opis modelu

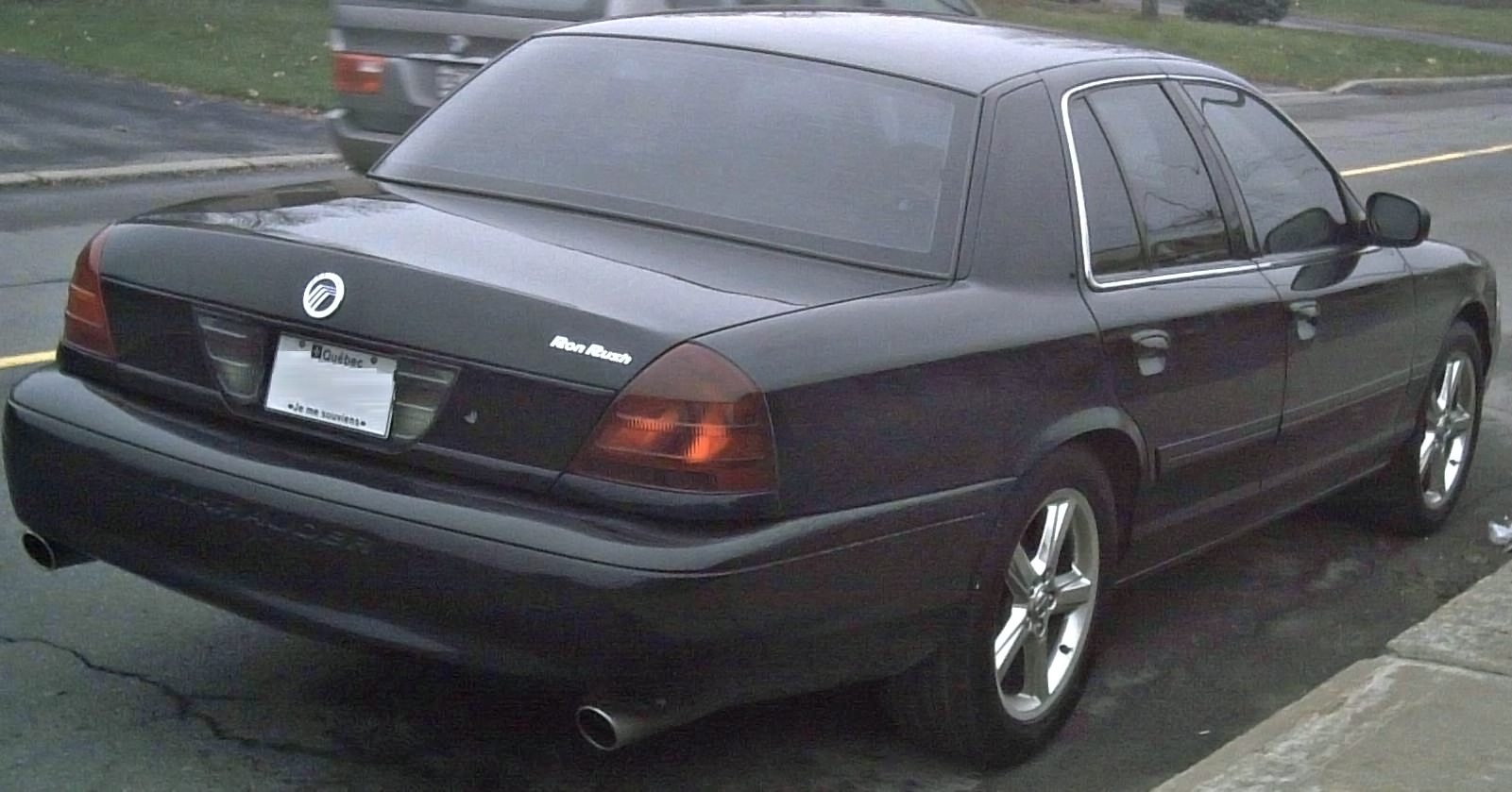
Mercury Marauder - tył

W 2002 roku Mercury postanowiło przywrócić do użytku stosowaną już w XX wieku nazwę Marauder dla sportowej odmiany trzeciej generacji modelu Grand Marquis. Pod kątem wizualnym nowy Mercury Marauder odróżniał się od podstawowego modelu inną dostępną kolorystyką nadwozia, przyciemnionymi lampami tylnymi i reflektorami, a także innymi wzorami alufelg i zderzaków oraz zmodyfikowaną atrapą chłodnicy.
Do napędu służył silnik Modular V8 o pojemności 4,6-litra, a także mocy 306 KM i maksymalnym momencie obrotowym 431 Nm. Podobnie jak Grand Marquis, Mercury Marauder był pojazdem tylnonapędowym.

### Silnik
- V8 4,6 l DOHC

### Dane techniczne
- V8 4,6 l (4601 cm³), 4 zawory na cylinder, DOHC
- Średnica cylindra × skok tłoka: 90,2 × 90,0 mm
- Układ zasilania: wtrysk paliwa
- Stopień kompresji: 10,1:1
- Moc maksymalna: 306 KM (225 kW) przy 5750 obr./min
- Maksymalny moment obrotowy: 431 N•m przy 4300 obr./min
- Skrzynia biegów: 4-biegowa automatyczna